# John Veldman
John Veldman (Paramaribo, 1968. február 24. –) holland válogatott labdarúgó.
A holland válogatott tagjaként részt vett az 1996-os Európa-bajnokságon.

## Sikerei, díjai
PSV Eindhoven
- Holland bajnok (3): 1986–87, 1987–88, 1988–89
- Holland kupa (2): 1987–88, 1988–89
- Bajnokcsapatok Európa-kupája (1): 1987–88